# Bedford Avenue Pentecostal Church
Bedford Avenue Pentecostal Tabernacle, kristen församling i New York, grundad i en övergiven kyrka, i februari 1895.
I december samma år möttes ombud från församlingen med representanter från the Utica Avenue Pentecostal Tabernacle och the Emmanuel Pentecostal Tabernacle. De tre församlingarna enades om att tillsammans bilda the Association of Pentecostal Churches of America och lade fast stadgar och lärosättningar för densamma.